# Halmus chalybeus
Halmus chalybeus  (лат.) — вид божьих коровок с переливающейся сине-зелёной окраской. У самцов жёлто-коричневая голова. Их можно встретить в восточной части Австралии, на островах Тихого океана, а также в Северной и Южной Америках. В 1899—1905 годах вид был интродуцирован в Новую Зеландию для борьбы с вредителями цитрусовых. Halmus chalybeus и её личинки питаются насекомыми: в их рацион входят тли, белокрылки, кокциды и некоторые виды жесткокрылых. Кроме того, имаго могут питаться нектаром. Длина составляет 3—4 мм. Яйца жёлтого цвета, откладываются недалеко от мест обитания потенциальной добычи. Личинка длинная, бледно-серого цвета, по мере взросления линяет четыре раза. Зимуют как поодиночке, так и небольшими скоплениями.

## Галерея

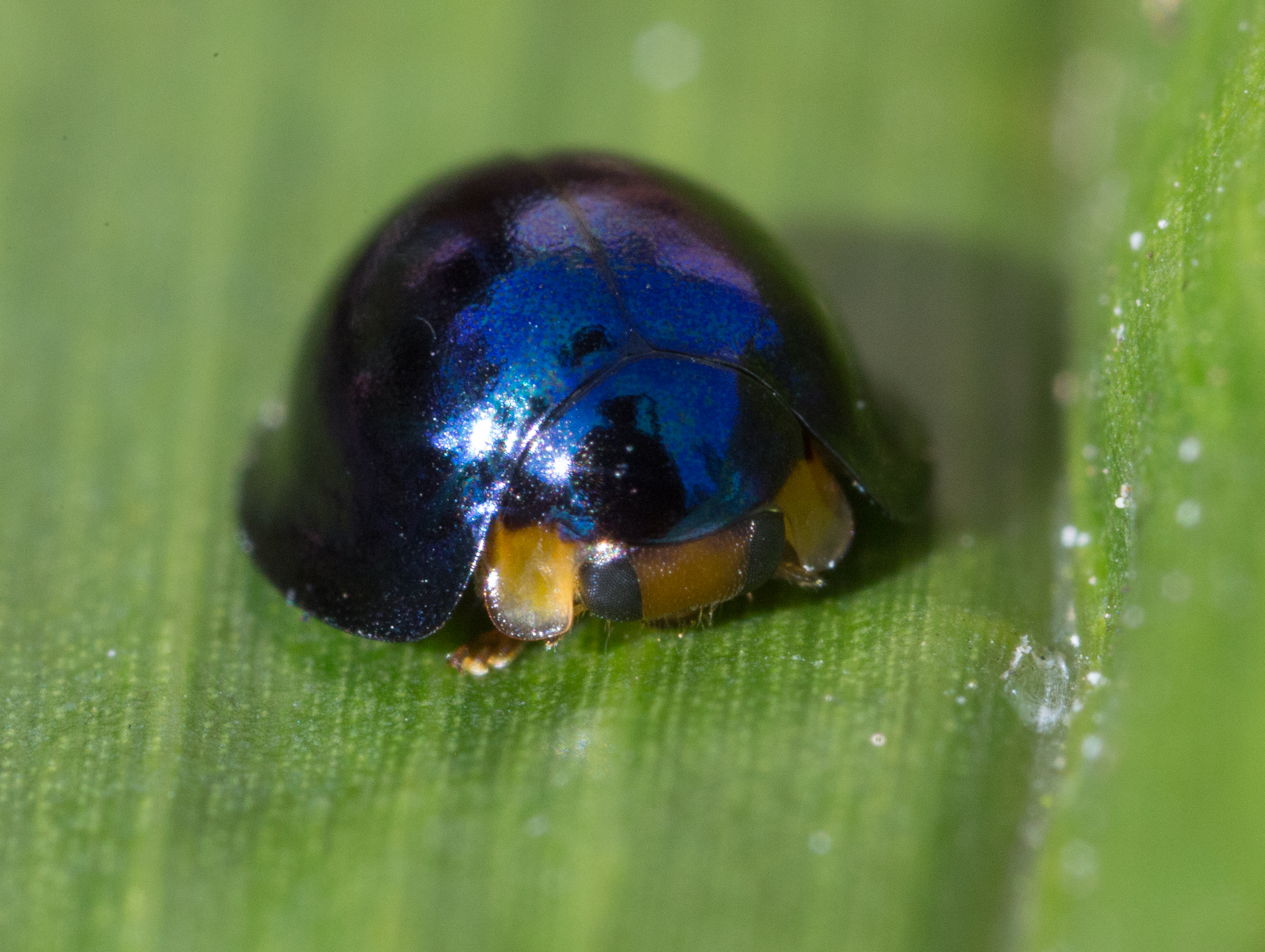
Halmus chalybeus
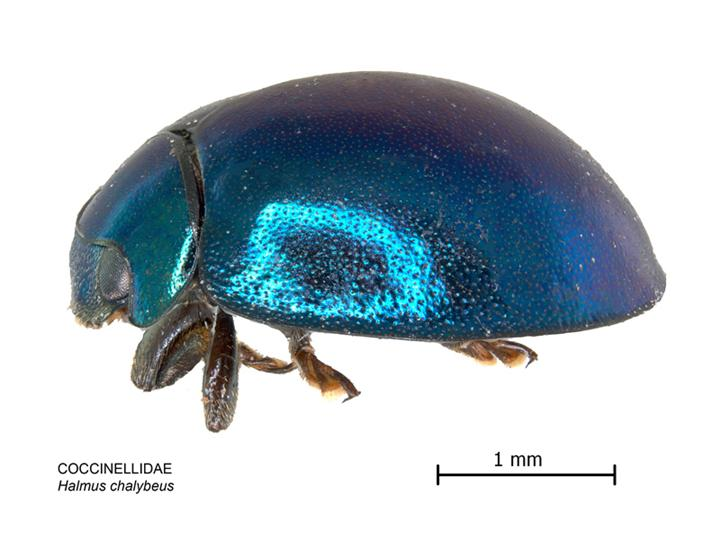
Вид сбоку
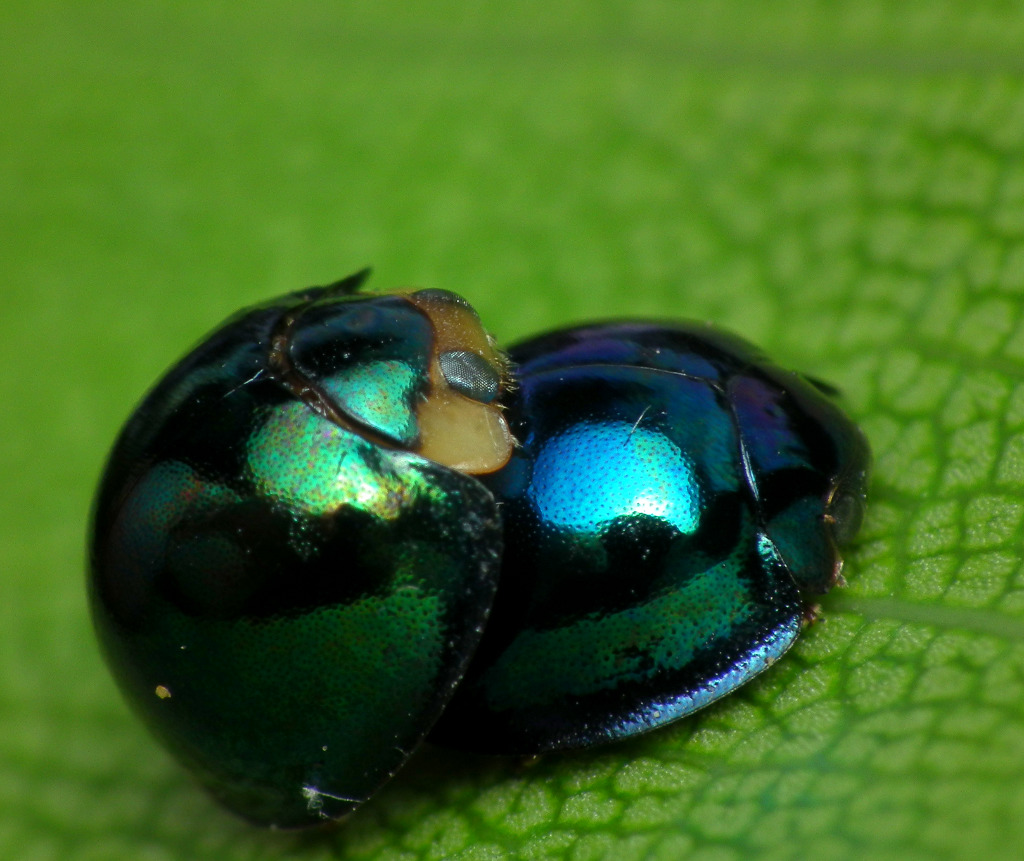
Спаривание
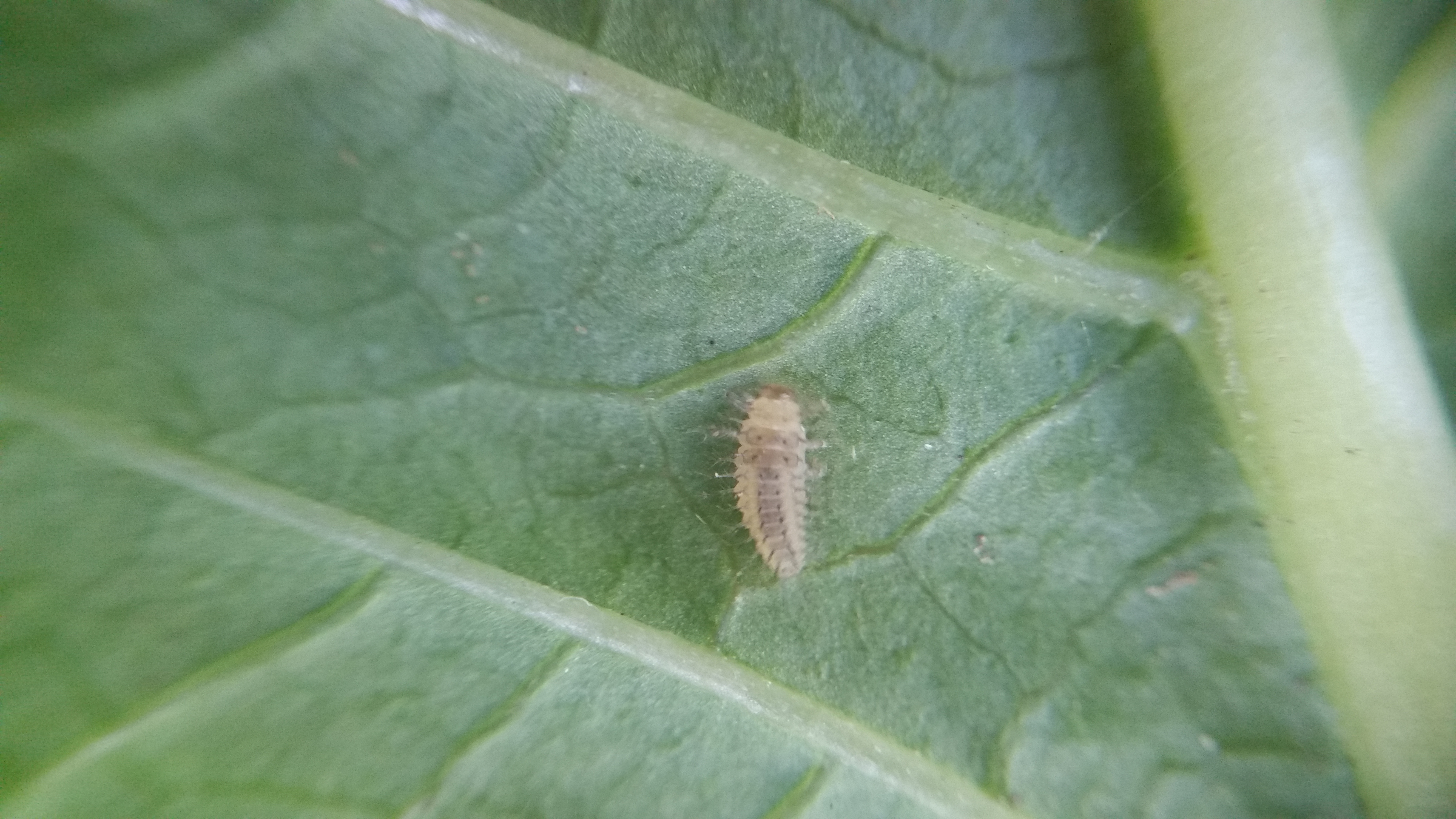
Личинка